# 島根県道280号佐田小田停車場線
島根県道280号佐田小田停車場線（しまねけんどう280ごう さだおだていしゃじょうせん）は、島根県出雲市を通る一般県道である。

## 概要
出雲市佐田町一窪田（ひとくぼた）から出雲市多伎町多岐に至る。

### 路線データ
- 起点：出雲市佐田町一窪田（仁江橋交差点、国道184号交点）
- 終点：出雲市多伎町多岐（JR西日本山陰本線 小田駅前、島根県道198号小田停車場線起点）

## 歴史
- 1958年（昭和333年）6月13日 - 島根県告示第525号により認定される。
- 1969年（昭和44年）11月3日 - 簸川郡佐田・多伎両村が町制施行したことにより起終点の地名が変更される。
- 1972年（昭和47年）頃 - 現行の県道番号に変更される。
- 2005年（平成17年）3月22日 - 簸川郡佐田町・多伎町が出雲市の一部になったことにより起終点の地名が変更される。

## 路線状況
本路線の大部分の区間が狭隘である。

### 道路施設

#### トンネル
- 和歌山（わかさん）トンネル：延長54 m、1994年（平成6年）竣工、出雲市

## 地理

### 通過する自治体
- 島根県
  - 出雲市

### 交差する道路
| 交差する道路              | 交差する場所               | 交差する場所        |
| ------------------------- | -------------------------- | ------------------- |
| 国道184号                 | 佐田町一窪田（ひとくぼた） | 仁江橋交差点 / 起点 |
| 島根県道281号窪田山口線   | 佐田町一窪田               |                     |
| 国道9号 / 多伎・朝山道路  | 多伎町小田                 | [ 注釈 1 ]          |
| 島根県道198号小田停車場線 | 多伎町多岐                 | 終点                |

### 交差する鉄道
- 山陰本線

### 沿線
- 出雲市立窪田小学校
- 出雲市立多伎小学校
- 出雲市立多伎中学校
- JR西日本山陰本線 小田駅